# Ryska Kvinnors Fasciströrelse

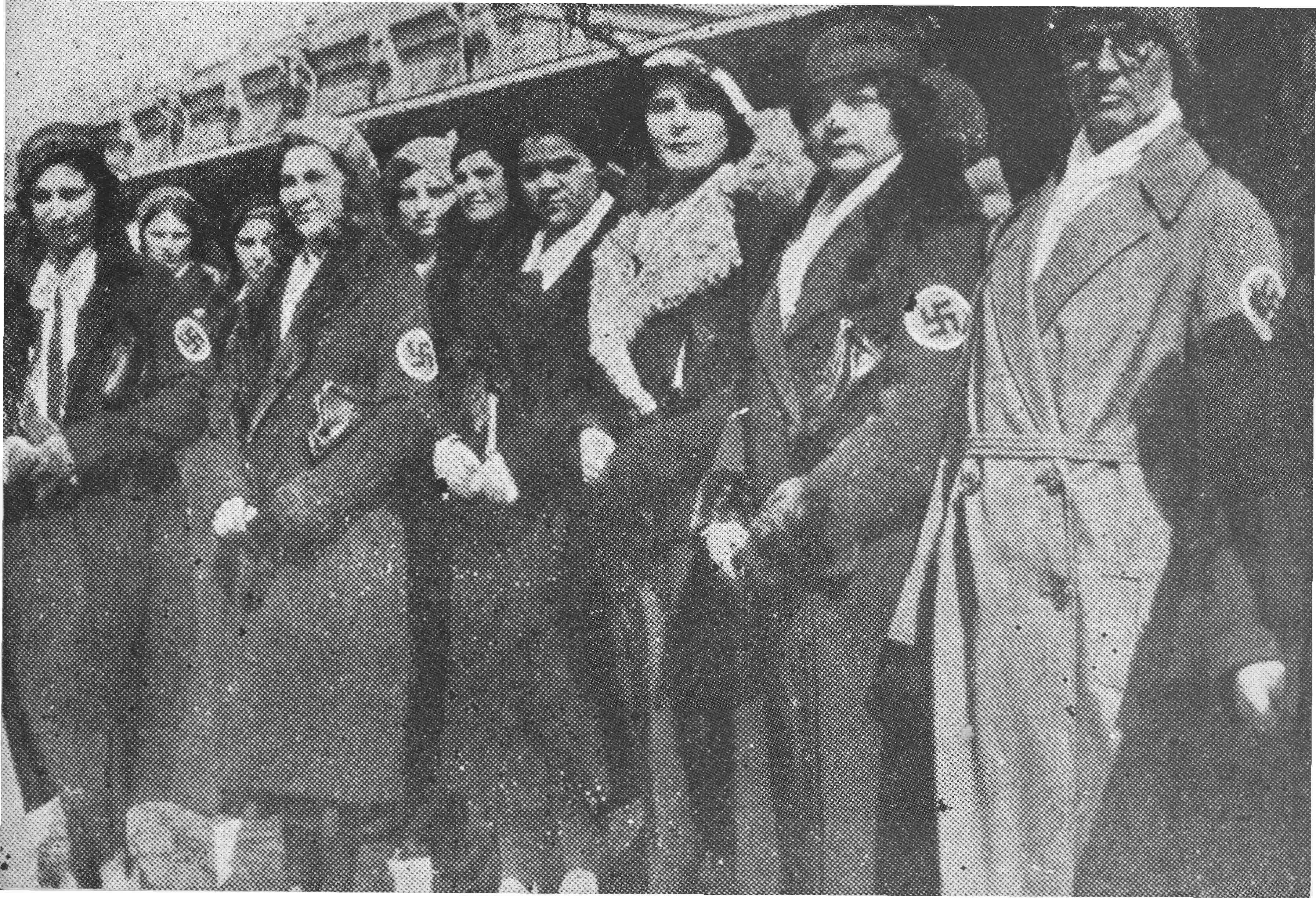
Medlemmar i RGFD vid Harbins järnvägsstation till ära för Anastasy Vonsyatsky 26 april 1934.

Ryska Kvinnors Fasciströrelse (ryska: Российское женское фашистское движение, förkortat (РГФД); translitteration: Rossiiskoje Zhenskoje Fashistskoje Dvizhenije, förkortat RGFD) var ett autonomt kvinnoförbund inom Ryska fascistiska partiet (VFP) i Manchukuo under 1930- och 1940-talet. Det förespråkade partiets konservativa syn på kvinnor som skönhetens, hemlivets och gudstrons försvarare.  
Deras uniform bestod av en svart kjol och en vit blus med en svastika på ärmen. 